# Elkwater Lake
Elkwater Lake är en sjö i Kanada.   Den ligger i provinsen Alberta, i den södra delen av landet, 2 600 km väster om huvudstaden Ottawa. Elkwater Lake ligger 1 224 meter över havet. Arean är 2,0 kvadratkilometer. Den sträcker sig 1,9 kilometer i nord-sydlig riktning, och 3,9 kilometer i öst-västlig riktning.
Trakten runt Elkwater Lake består till största delen av jordbruksmark. Trakten runt Elkwater Lake är nära nog obefolkad, med mindre än två invånare per kvadratkilometer.